# Daniel Mesotitsch
Daniel Mesotitsch (ur. 22 maja 1976 w Villach) – austriacki biathlonista, dwukrotny medalista olimpijski i trzykrotny medalista mistrzostw świata.

## Kariera
W zawodach Pucharu Świata zadebiutował 8 grudnia 1999 roku w Pokljuce, zajmując 41. miejsce w sprincie. Pierwsze punkty wywalczył 28 lutego 2001 roku w Soldier Hollow, zajmując 22. miejsce w biegu indywidualnym. Na podium zawodów tego cyklu po raz pierwszy stanął 24 stycznia 2002 roku w Anterselvie, wygrywając rywalizację w tej samej konkurencji. W zawodach tych wyprzedził Norwega Ole Einara Bjørndalena i Rosjanina Michaiła Koczkina. W kolejnych startach jeszcze sześć razy stawał na podium, odnosząc przy tym kolejne dwa zwycięstwa: 24 stycznia 2010 roku Anterselvie wygrał bieg pościgowy, a 16 grudnia 2010 roku w Pokljuce był najlepszy w biegu indywidualnym. Najlepsze wyniki osiągnął w sezonie 2009/2010, kiedy zajął dwunaste miejsce w klasyfikacji generalnej. W tym samym sezonie był też trzeci w klasyfikacji biegu indywidualnego.
Pierwszy medal wśród seniorów wywalczył na mistrzostwach świata w Hochfilzen w 2005 roku, gdzie razem z Christophem Sumannem, Friedrichem Pinterem i Wolfgangiem Rottmannem zdobył brązowy medal w sztafecie. W zawodach tego cyklu zdobył też srebrny medal w sztafecie na mistrzostwach świata w Pjongczangu w 2009 roku i brązowy podczas mistrzostw świata w Hochfilzen osiem lat później (w obu przypadkach razem z Simonem Ederem, Dominikiem Landertingerem i Christophem Sumannem). Był też między innymi czwarty w sprincie i biegu pościgowym podczas mistrzostw świata w Ruhpolding w 2012 roku, przegrywając walkę o podium odpowiednio ze Szwedem Carlem Johanem Bergmanem i Rosjaninem Antonem Szypulinem.
W 2002 roku wystartował na igrzyskach olimpijskich w Salt Lake City, zajmując 64. miejsce w biegu indywidualnym. Na rozgrywanych cztery lata później igrzyskach w Turynie w tej samej konkurencji zajął 59. miejsce, a w sztafecie był siedemnasty. Podczas igrzysk olimpijskich w Vancouver w 2010 roku wspólnie z Ederem, Landertingerem i Sumannem zdobył srebrny medal w sztafecie. Był tam też piąty w biegu masowym i dziewiąty w biegu indywidualnym. Brał też udział w igrzyskach olimpijskich w Soczi w 2014 roku, gdzie Austriacy w tym samym składzie zajęli trzecie miejsce w sztafecie, a w startach indywidualnych plasował się w czwartej dziesiątce.

## Osiągnięcia

### Igrzyska olimpijskie
| Rok  | Miejscowość    | Konkurencje | Konkurencje | Konkurencje | Konkurencje | Konkurencje | Konkurencje | Konkurencje |
| Rok  | Miejscowość    | IN          | SP          | PU          | MS          | RL          | MR          | SR          |
| ---- | -------------- | ----------- | ----------- | ----------- | ----------- | ----------- | ----------- | ----------- |
| 2002 | Salt Lake City | 64.         | –           | –           | –           | –           | nd.         | –           |
| 2006 | Turyn          | 59.         | –           | –           | –           | 17.         | nd.         | –           |
| 2010 | Vancouver      | 9.          | 45.         | 41.         | 5.          | 2.          | nd.         | –           |
| 2014 | Soczi          | 39.         | 38.         | 37.         | –           | 3.          | 9.          | –           |

### Mistrzostwa świata
| Rok  | Miejscowość     | Konkurencje | Konkurencje | Konkurencje | Konkurencje | Konkurencje | Konkurencje | Konkurencje |
| Rok  | Miejscowość     | IN          | SP          | PU          | MS          | RL          | MR          | SR          |
| ---- | --------------- | ----------- | ----------- | ----------- | ----------- | ----------- | ----------- | ----------- |
| 2001 | Pokljuka        | –           | –           | –           | –           | 8.          | nd.         | –           |
| 2003 | Chanty-Mansyjsk | 12.         | –           | –           | –           | 8.          | nd.         | –           |
| 2004 | Oberhof         | 56.         | 56.         | DNS         | –           | 9.          | nd.         | –           |
| 2005 | Hochfilzen      | 29.         | 40.         | DNS         | –           | 3.          | –           | –           |
| 2007 | Rasen-Antholz   | 12.         | 26.         | 35.         | 29.         | 6.          | –           | –           |
| 2008 | Östersund       | 60.         | 49.         | 31.         | –           | 4.          | –           | –           |
| 2009 | Pjongczang      | 20.         | 29.         | 24.         | 25.         | 2.          | –           | –           |
| 2011 | Chanty-Mansyjsk | 50.         | 38.         | 26.         | –           | 9.          | –           | –           |
| 2012 | Ruhpolding      | 13.         | 4.          | 4.          | 14.         | 5.          | –           | –           |
| 2013 | Nové Město      | 45.         | 33.         | 27.         | –           | 5.          | –           | –           |
| 2015 | Kontiolahti     | 54.         | 41.         | 26.         | –           | 5.          | –           | –           |
| 2017 | Hochfilzen      | 15.         | 50.         | 50.         | –           | 3.          | –           | –           |

### Puchar Świata

#### Miejsca w klasyfikacji generalnej
| Sezon     | Miejsce |
| --------- | ------- |
| 2000/2001 | 70.     |
| 2001/2002 | 22.     |
| 2002/2003 | 29.     |
| 2003/2004 | 33.     |
| 2004/2005 | 28.     |
| 2005/2006 | 44.     |
| 2006/2007 | 33.     |
| 2007/2008 | 26.     |
| 2008/2009 | 14.     |
| 2009/2010 | 12.     |
| 2010/2011 | 27.     |
| 2011/2012 | 22.     |
| 2012/2013 | 32.     |
| 2013/2014 | 33.     |
| 2014/2015 | 37.     |
| 2015/2016 | 73.     |
| 2016/2017 | 34.     |
| 2017/2018 | 88.     |

#### Zwycięstwa w zawodach
| Lp. | Dzień       | Rok  | Miejscowość   | Konkurencja                | Pudła   | Czas biegu | Przypisy |
| --- | ----------- | ---- | ------------- | -------------------------- | ------- | ---------- | -------- |
| 1.  | 24 stycznia | 2002 | Rasen-Antholz | Bieg indywidualny na 20 km | 0+1+0+0 | 1:04:58,7  | –        |
| 2.  | 24 stycznia | 2010 | Rasen-Antholz | Bieg pościgowy na 12,5 km  | 0+0+0+1 | 31:50,4    | –        |
| 3.  | 16 grudnia  | 2010 | Pokljuka      | Bieg indywidualny na 20 km | 1+0+0+0 | 52:05,6    | –        |

#### Miejsca na podium chronologicznie
| Lp. | Dzień        | Rok  | Miejscowość   | Konkurencja                | Lokata | Pudła   | Czas biegu | Strata  | Zwycięzca       |
| --- | ------------ | ---- | ------------- | -------------------------- | ------ | ------- | ---------- | ------- | --------------- |
| 1.  | 24 stycznia  | 2002 | Rasen-Antholz | Bieg indywidualny na 20 km | 1.     | 0+1+0+0 | 1:04:58,7  | –       | –               |
| 2.  | 27 stycznia  | 2002 | Rasen-Antholz | Bieg pościgowy na 12,5 km  | 3.     | 2+0+0+0 | 37:23,2    | +1:19,6 | Raphaël Poirée  |
| 3.  | 21 stycznia  | 2010 | Rasen-Antholz | Bieg indywidualny na 20 km | 2.     | 0+1+0+1 | 54:51,6    | +44,9   | Serhij Sedniew  |
| 4.  | 24 stycznia  | 2010 | Rasen-Antholz | Bieg pościgowy na 12,5 km  | 1.     | 0+0+0+1 | 31:50,4    | –       | –               |
| 5.  | 16 grudnia   | 2010 | Pokljuka      | Bieg indywidualny na 20 km | 1.     | 1+0+0+0 | 52:05,6    | –       | –               |
| 6.  | 19 stycznia  | 2013 | Rasen-Antholz | Bieg pościgowy na 12,5 km  | 3.     | 1+0+0+0 | 31:50,0    | +25,8   | Anton Szypulin  |
| 7.  | 28 listopada | 2013 | Östersund     | Bieg indywidualny na 20 km | 3.     | 1+0+0+0 | 52:31,1    | +2:20,2 | Martin Fourcade |